# Amparo Piquer Carbonell
Amparo Piquer Carbonell (Rafelbunyol, 1981) és una política valenciana, secretària general de Més - Compromís des de 2023.
Comença militant al Bloc Jove, branca juvenil del Bloc Nacionalista Valencià (BLOC) que després del congrés de 2021 va passar a ser Més - Compromís. Piquer ha format part de les diferents executives i òrgans de decisió intern del partit. L'any 2016 esdevé secretària d'organització del BLOC de la mà d'Àgueda Micó, líder del partit. La va substituir el setembre de 2023 després que aquesta renunciés a la secretaria general per ser incompatible amb el càrrec de diputada al Congrés espanyol. Amparo Piquer va assumir la direcció del partit de forma interina fins a la celebració del congrés del partit el 2024. En aquest va obtindre el 53% de vots, superant als candidats alternatius David González, ex-alcalde d'Oliva, i Mònica Álvaro, diputada a les Corts i lider del corrent intern Bloc i País.